# Halve marathon van Egmond 2002
De halve marathon van Egmond 2002 vond plaats op zondag 13 januari 2002. Het was de 30e editie van de halve marathon van Egmond. Het evenement werd gesponsord door Nike. De wedstrijd had dit jaar in totaal 11.200 inschrijvingen hetgeen op dat moment een nieuw record was. De wedstrijd werd gelopen onder goede omstandigheden. De Kenianen Wilson Kigen en Susan Chepkemei wonnen de wedstrijd respectievelijk bij de mannen en de vrouwen. Voor beide was dit hun tweede overwinning in Egmond aan Zee.
Net als vorig jaar organiseerde Le Champion ook een wandeltocht, maar ditmaal een wandel tweedaagse over de afstanden 10 en 21 km.

## Uitslagen

### Mannen
| pos. | atleet                 | land      | tijd    |
| ---- | ---------------------- | --------- | ------- |
| 1    | Wilson Kigen           | Kenia     | 1:02.40 |
| 2    | Paul Biwott            | Kenia     | 1:02.42 |
| 3    | Luc Krotwaar           | Nederland | 1:02.46 |
| 4    | Christopher Cheboiboch | Kenia     | 1:02.48 |
| 5    | Hugo van den Broek     | Nederland | 1:03.45 |
| 6    | Jeroen van Damme       | Nederland | 1:04.24 |
| 7    | Guy Fays               | België    | 1:05.08 |
| 8    | Neals Strik            | Nederland | 1:05.11 |
| 9    | Aiduna Aitnafa         | Nederland | 1:05.18 |
| 10   | Ashebir Demisse        | Ethiopië  | 1:05.23 |

### Vrouwen
| pos. | atlete                 | land      | tijd    |
| ---- | ---------------------- | --------- | ------- |
| 1    | Susan Chepkemei        | Kenia     | 1:11.39 |
| 2    | Shitaye Gemechu        | Ethiopië  | 1:13.36 |
| 3    | Luminita Zaituc        | Duitsland | 1:14.59 |
| 4    | Petra Kamínková        | Tsjechië  | 1:15.13 |
| 5    | Mounia Aboulahcen      | Marokko   | 1:15.34 |
| 6    | Erika van der Bilt     | Nederland | 1:15.58 |
| 7    | Jana Klimesova         | Tsjechië  | 1:16.42 |
| 8    | Wioletta Kryza         | Polen     | 1:16.43 |
| 9    | Edith Kortekaas        | Nederland | 1:16.53 |
| 10   | Annelieke van de Sluis | Nederland | 1:17.11 |

1973 ·
1974 ·
1975 ·
1976 ·
1977 ·
1978 ·
1979 ·
1980 ·
1981 ·
1982 ·
1983 ·
1984 ·
1985 ·
1986 ·
1987 ·
1988 ·
1989 ·
1990 ·
1991 ·
1992 ·
1993 ·
1994 ·
1995 ·
1996 ·
1997 ·
1998 ·
1999 ·
2000 ·
2001 ·
2002 ·
2003 ·
2004 ·
2005 ·
2006 ·
2007 ·
2008 ·
2009 ·
2010 ·
2011 ·
2012 ·
2013 ·
2014 ·
2015 ·
2016 ·
2017 ·
2018 ·
2019 ·
2020 ·
2021 ·
2022 ·
2023 ·
2024 ·
2025